# 開江金山寺
開江金山寺位於四川省達州市開江縣，文物遺址年代判定為清代。2007年6月1日公佈為四川省第七批文物保護單位。2021年3月，開江金山寺被曝光該寺的僧人禁止游客烧非寺廟的香並因此與遊客發生爭執。隨後开江县民族宗教事务局表示已批評了涉事僧人。